# Vittore Benedetto Antonio Trevisan de Saint-Léon
Vittore Benedetto Antonio Trevisan de Saint-Léon, född 5 juni 1818 i Padua, död 8 april 1897 i Milano, var en italiensk botaniker. Auktorsnamnet Trevis. kan användas för Vittore Benedetto Antonio Trevisan de Saint-Léon i samband med ett vetenskapligt namn inom botaniken; se Wikipediaartiklar som länkar till auktorsnamnet.